# Campeonato Sergipano de Futebol de 2016 - Série A2
O Campeonato Sergipano da Série A2 de 2016 será a 27ª edição do torneio e corresponde à segunda divisão do futebol do estado de Sergipe em 2016.
Como sempre, a mídia desportiva local, em continuidade desde 2011, se utiliza do senso-comum para afirmar que o evento tende a ser um dos mais competitivos dos últimos tempos. A competitividade é estimulada pelas prefeituras e políticos locais, interessadas em ganhos políticos, especialmente em anos eleitorais. Entretanto, os clubes deixam a desejar em termos de profissionalismo. Neste sentido, pode-se afirmar que a competição é amadora.
O acesso só foi definido no dia 12 de novembro. Na cidade de Frei Paulo, o Frei Paulistano confirmou a sua primeira participação ao Série A1 de 2017, após ganhar o primeiro jogo por 1–0 em na cidade de Propriá e vencer em casa por 4–0 o Propriá. Na cidade de Cristinápolis, o Botafogo de Cristinápolis confirmou sua estréia também para a Série A1 de 2017, primeiro em Propriá empatou por 0–0 e jogando em casa venceu o América de Propriá por 2–0 .
A edição de 2016 foi decidido em dois jogos, nos dois jogo entre o Frei Paulistano time de melhor campanha e o Botafogo de Cristinápolis o placar foi de 0–0 sagrando-se campeão por ter a melhor campanha, o Frei Paulistano e o Botafogo de Cristinápolis sendo a equipe vice-campeã.

## Previsões do Campeonato
Depois de a competição tomar as maiores proporções da sua história nos anos de 2011 e 2012, de ter uma baixa no ano de 2013 e de ter mostrado uma grande competitividade em 2015 a segunda divisão estadual de 2016 pretender ser bem acirrada. Isso porque a edição de 2015 contou com a participação 12 clubes brigando pela classificação ao mata mata até a ultima rodada. Por meio de planejamento antecipado Lagartense, Coritiba-SE e Olímpico entram como favorito ao acesso do Sergipano A1 de 2017, correm por fora Sete de Junho e Maruinense.
Com as novas medidas tomada pela Federação Sergipana de Futebol de profissionalizar cada vez mais o futebol de Sergipe, muitos clubes tradicionais do estado correm atrás a se adequar as exigências e participar do certame devido. Clubes que estão aptos a jogar a Série A2, América de Propriá, Aracaju, Força Jovem Aquidabã, Independente, Maruinense, Propriá e Sete de Junho.
Participantes da Série A2 de 2016
Já confirmados no campeonato este ano América de Propriá e Propriá da cidade de Propriá, Aracaju, Botafogo, Boquinhense, Canindé, Coritiba-SE, Frei Paulistano, Independente, Maruinense, Olímpico e Rosário Central.

## Formato

### Regulamento
Primeira Fase
As associações serão distribuídas em grupos regionalizados. As equipes de cada grupo disputarão jogos de ida e volta entre si e se classificam para a segunda fase as semifinais o melhores times de cada grupo e o melhores segundo colocado.
Fase Final
A fase final ira ser dividade em semifinais e final respectivamente. Campeão e vice garantem o acesso à Série A1 de 2017.
A Associação vencedora do confronto Final da Fase Final será declarada Campeã do Campeonato Sergipano de Futebol Profissional da Série A21 de 2016 e será a primeira representante Série A1 de 2017.
A Associação que ficar na segunda posição do confronto Final da Fase Final será declarada Vice-Campeã do Campeonato Sergipano de Futebol Profissional da Série A-2 de 2016 e será a segunda representante Série A1 de 2017.

### Critério de desempate
Os critérios de desempate serão aplicados na seguinte ordem:
1. Maior número de vitórias
2. Maior saldo de gols
3. Maior número de gols pró (marcados)
4. Maior número de gols contra (sofridos)
5. Confronto direto
6. Sorteio

## Primeira Fase
|  | Equipes classificadas às semifinais              |
|  | Equipe classificada como melhor segundo colocado |
|  | Equipes eliminadas                               |

## Desempenho por rodada
| Grupo | 1       | 2               | 3               | 4               | 5               | 6               |
| A     | IND     | BOTAFOGO        | BOTAFOGO        | BOTAFOGO        | BOTAFOGO        | BOTAFOGO        |
| B     | ARA     | FREI PAULISTANO | FREI PAULISTANO | FREI PAULISTANO | FREI PAULISTANO | FREI PAULISTANO |
| C     | AMÉRICA | AMÉRICA         | AMÉRICA         | PROPRIÁ         | PROPRIÁ         | AMÉRICA         |

| Grupo | 1          | 2           | 3           | 4           | 5           | 6          |
| A     | OLÍ        | BOQUINHENSE | BOQUINHENSE | BOQUINHENSE | BOQUINHENSE | IND        |
| B     | MARUINENSE | MARUINENSE  | MARUINENSE  | MARUINENSE  | MARUINENSE  | MARUINENSE |
| C     | PRO        | CANINDÉ     | CANINDÉ     | CANINDÉ     | CANINDÉ     | CANINDÉ    |

### Índice técnico
| Clube       | Pts | J | V | E | D | GP | GC | SG | Grupo   |
| ----------- | --- | - | - | - | - | -- | -- | -- | ------- |
| Propriá     | 12  | 6 | 4 | 0 | 2 | 8  | 6  | 2  | Grupo C |
| Olímpico    | 11  | 6 | 3 | 2 | 1 | 13 | 4  | 9  | Grupo A |
| Coritiba-SE | 7   | 6 | 1 | 4 | 1 | 4  | 4  | 0  | Grupo B |

## Classificação para a fase final
Na fase final, os confrontos serão definidos através das campanhas dos times. Para os confrontos das semifinais, os 4 clubes classificados serão divididos em um bloco: no Bloco I ficaram as três equipes classificadas em primeiro lugar ocupado as três primeiras posições do bloco e a equipe melhor classificada em segundo lugar. Dessa forma, o time de melhor campanha entre os primeiros colocados enfrenta o time de pior campanha (no caso o melhor segundo colocado); o de segunda melhor campanha enfrenta o de terceira pior campanha. Na sequência do torneio, a soma das campanhas nas fases anteriores define os confrontos, repetindo o formato e colocando frente a frente o time classificado de melhor pontuação geral contra a equipe classificada de pior campanha geral, e assim sucessivamente.
Tabela de classificação após a primeira fase
| Bloco I | Bloco I            | Bloco I | Bloco I | Bloco I | Bloco I | Bloco I | Bloco I | Bloco I | Bloco I |
| Pos.    | Equipes            | Pts     | J       | V       | E       | D       | GP      | GC      | SG      |
| ------- | ------------------ | ------- | ------- | ------- | ------- | ------- | ------- | ------- | ------- |
| 1       | Frei Paulistano    | 16      | 6       | 5       | 1       | 0       | 11      | 3       | 8       |
| 2       | Botafogo-SE        | 15      | 6       | 5       | 0       | 1       | 12      | 6       | 6       |
| 3       | América de Propriá | 13      | 6       | 4       | 1       | 1       | 9       | 3       | 6       |
| 4       | Propriá            | 12      | 6       | 4       | 0       | 2       | 8       | 6       | 2       |

| Bloco II | Bloco II        | Bloco II | Bloco II | Bloco II | Bloco II | Bloco II | Bloco II | Bloco II | Bloco II |
| Pos.     | Equipes         | Pts      | J        | V        | E        | D        | GP       | GC       | SG       |
| -------- | --------------- | -------- | -------- | -------- | -------- | -------- | -------- | -------- | -------- |
| 1        | Frei Paulistano | 22       | 8        | 7        | 1        | 0        | 16       | 3        | 15       |
| 2        | Botafogo-SE     | 19       | 8        | 6        | 1        | 1        | 14       | 6        | 8        |

## Fases finais
Em Itálico os clubes que mandaram o primeiro jogo em casa. Em Negrito os clubes classificados para a próxima fase.
|  | Semifinais         | Semifinais  | Semifinais | Semifinais |   |                 | Final | Final | Final | Final |
|  |                    |             |            |            |   |                 |       |       |       |       |
|  | Propriá            | 0           | 0          | 0          |   |                 |       |       |       |       |
|  | Frei Paulistano    | 1           | 4          | 5          |   |                 |       |       |       |       |
|  | Frei Paulistano    | 1           | 4          | 5          |   | Frei Paulistano | 0     | 0     | 0     |       |
|  |                    |             |            |            |   | Frei Paulistano | 0     | 0     | 0     |       |
|  |                    | Botafogo-SE | 0          | 0          | 0 |                 |       |       |       |       |
|  | América de Propriá | Botafogo-SE | 0          | 0          | 0 | 0               | 0     | 0     |       |       |
|  | América de Propriá |             |            |            |   | 0               | 0     | 0     |       |       |
|  | Botafogo-SE        | 0           | 2          | 2          |   |                 |       |       |       |       |

### Terceira Fase - Final
Ida
| Quarta-feira, 16 de novembro | Botafogo-SE | 0 – 0                  | Frei Paulistano | Geraldão, Cristinápolis                                                      |
| 15:00                        |             | Súmula FSF Borderô FSF |                 | Público: 120 pagantes Renda: R$ 1.200,00 Árbitro: SE Marcelo Soares da Silva |

Volta
| Sábado, 19 de novembro | Frei Paulistano | 0 – 0                  | Botafogo-SE | Municipal de Frei Paulo, Frei Paulo                                            |
| 15:00                  |                 | Súmula FSF Borderô FSF |             | Público: 559 pagantes Renda: R$ 5.990,00 Árbitro: SE Marcel Philipe S. Martins |

#### Premiação
| Campeonato Sergipano Série A2 de 2016 |
| Frei Paulo                            |
| ------------------------------------- |
| Frei Paulistano Campeão (1º título)   |

## Maiores públicos
Esses são os cinco maiores públicos do Campeonato: 
| Nº | Público[PP] | Mandante           | Placar | Visitante          | Estádio           | Data          | Rodada           |
| -- | ----------- | ------------------ | ------ | ------------------ | ----------------- | ------------- | ---------------- |
| 1  | 407         | Propriá            | 0 – 3  | América de Propriá | Durval Feitosa    | 2 de novembro | 6ª Rodada        |
| 2  | 272         | América de Propriá | 2 – 1  | Propriá            | Durval Feitosa    | 8 de outubro  | 1ª Rodada        |
| 3  | 252         | Frei Paulistano    | 1 – 1  | Coritiba-SE        | Estádio Municipal | 9 de outubro  | 1ª Rodada        |
| 4  | 235         | América de Propriá | 0 – 0  | Frei Paulistano    | Durval Feitosa    | 6 de novembro | Semifinais (Ida) |
| 5  | 185         | Olímpico           | 4 – 1  | Botafogo-SE        | Souzão            | 2 de novembro | 6ª Rodada        |

### Média de público
A média de público considera apenas os jogos da equipe como mandante.
| Nº | Time               | Total | Jogos | Média |
| -- | ------------------ | ----- | ----- | ----- |
| 1  | Frei Paulistano    | 535   | 3     | 178   |
| 2  | Propriá            | 680   | 4     | 170   |
| 3  | América de Propriá | 655   | 4     | 163   |
| 4  | Olímpico           | 390   | 3     | 130   |
| 5  | Rosário Central    | 122   | 2     | 61    |
| 6  | Canindé            | 166   | 3     | 55    |
| 7  | Botafogo-SE        | 151   | 3     | 50    |
| 8  | Boquinhense        | 161   | 3     | 53    |
| 9  | Independente       | 114   | 3     | 38    |
| 10 | Maruinense         | 72    | 2     | 36    |
| 11 | Aracaju            | 98    | 3     | 32    |
| 12 | Coritiba-SE        | 86    | 3     | 28    |
| —  | Série A2 de 2016   | 2 853 | 34    | 83    |

| Maior média de público do Sergipano Série A2 2016 |
| Sergipe                                           |
| ------------------------------------------------- |
| Clube                                             |

- i. ^ Considera-se apenas o público pagante

## Promoções e rebaixamentos
| Divisão           | Clubes rebaixados     | Clubes promovidos           |
| ----------------- | --------------------- | --------------------------- |
| Série A1 Série A2 | Guarany-SE Socorrense | Botafogo-SE Frei Paulistano |